# Europejska Stolica Sportu
Europejska Stolica Sportu – honorowy tytuł nadawany na rok jednemu z europejskich miast. Tytuł ten nadawany jest przez ACES. Tytuł ten przyznawany jest miastu za rozwój sportu, promocji zdrowia oraz za rozwój życia sportowego wśród mieszkańców miasta. Miasto, które otrzymało ten tytuł musi promować wydarzenia sportowe oraz zachęcać młodych ludzi do uprawiania sportu. Miasto to musi także nominować dwa miasta powyżej 500 tys. mieszkańców do tego tytułu w następnych latach, a także wyznaczyć jedną osobę do komisji, zajmującej się wybraniem zwycięzcy w przyszłym roku.

## Historia
Tytuł Europejskiej Stolicy Sportu został ustanowiony w 1999 roku dzięki Europejskiemu Stowarzyszeniu Stolic Sportowych (ACES) i Komisji Europejskiej. Pomysłodawcą tego tytułu były narodowe organizacje sportowe z Hiszpanii i Włoch.
Dotychczas tytuł Europejskiej Stolicy Sportu został przyznany następującym miastom:
- 2001: Madryt
- 2002: Sztokholm
- 2003: Glasgow
- 2004: Alicante
- 2005: Rotterdam
- 2006: Kopenhaga
- 2007: Stuttgart
- 2008: Warszawa[1]
- 2009: Mediolan
- 2010: Dublin
- 2011: Walencja
- 2012: Stambuł
- 2013: Antwerpia
- 2014: Cardiff
- 2015: Turyn
- 2016: Praga
- 2017: Marsylia
- 2018: Sofia
- 2019: Budapeszt
- 2020: Malaga
- 2021: Lizbona
- 2022: Haga
- 2023: Glasgow
- 2024: Genua
- 2025: Talin
- 2026: Neapol
- 2027: Saragossa